# Luciano Chiarugi
Luciano Chiarugi (* 13. ledna 1947, Ponsacco) je bývalý italský fotbalista, útočník. Po skončení aktivní kariéry působil jako trenér.

## Fotbalová kariéra
V italské nejvyšší soutěži začínal za AC Fiorentina, se kterou získal v sezóně 1968/1969 mistrovský titul a v roce 1966 italský pohár. V roce 1972 přestoupil do AC Milán, se kterým získal italský pohár v roce 1973. V roce 1976 přestoupil do SSC Neapol. Další sezónu hrál italskou Serii B za Sampdorii Janov. V sezóně 1979/1980 hrál opět Serii A za tým Bologna FC. Dále hrál v Serii B za tým Rimini Calcio. V Poháru mistrů evropských zemí nastoupil v 5 utkáních a dal 2 góly, v Poháru vítězů pohárů nastoupil ve 21 utkáních a dal 13 gólů a v Poháru UEFA nastoupil ve 13 utkáních a dal 2 góly. V Superpoháru UEFA nastoupil ve 2 utkáních a dal 1 gól. V roce 1973 s AC Milan vyhrál Pohár vítězů pohárů, když finalový zápas s týmem Leeds United FC rozhodl jediným gólem ze 4. minuty utkání a byl nejlepším střelcem Poháru vítězů poháru v tomto ročníku. S AC Fiorentina vyhrál v roce 1966 Středoevropský pohár. Za reprezentaci Itálie nastoupil v letech 1969–1974 ve 3 utkáních.

## Ligová bilance
| Ročník            | Zápasy | Góly | Klub            |
| ----------------- | ------ | ---- | --------------- |
| Serie A 1965/1966 | 4      | 0    | AC Fiorentina   |
| Serie A 1966/1967 | 25     | 2    | AC Fiorentina   |
| Serie A 1967/1968 | 20     | 2    | AC Fiorentina   |
| Serie A 1968/1969 | 18     | 7    | AC Fiorentina   |
| Serie A 1969/1970 | 27     | 12   | AC Fiorentina   |
| Serie A 1970/1971 | 25     | 5    | AC Fiorentina   |
| Serie A 1971/1972 | 20     | 5    | AC Fiorentina   |
| Serie A 1972/1973 | 27     | 12   | AC Milán        |
| Serie A 1973/1974 | 28     | 11   | AC Milán        |
| Serie A 1974/1975 | 26     | 7    | AC Milán        |
| Serie A 1975/1976 | 23     | 7    | AC Milán        |
| Serie A 1976/1977 | 21     | 4    | SSC Neapol      |
| Serie A 1977/1978 | 13     | 2    | SSC Neapol      |
| Serie B 1978/1979 | 34     | 1    | Sampdoria Janov |
| Serie A 1979/1980 | 13     | 3    | Bologna FC      |
| Serie B 1980/1981 | 13     | 1    | Rimini Calcio   |
| CELKEM Serie A    | 290    | 79   |                 |

## Trenérská kariéra
V letech 1993 a 2002 byl trenérem AC Fiorentina.